# Kool & the Gang
«Kool & the Gang» — американская соул-группа, основанная в 1964 году и удостоенная премии Грэмми. Играет в таких музыкальных направлениях как ритм-н-блюз, джаз, фанк, диско, соул. В мире продано более 70 млн альбомов и 70 синглов. 10 их хитов возглавляли U.S. R&B, сингл Celebration был № 1 в Billboard Hot 100, а другие на № 2 (Joanna, Cherish).

## История
Основана в 1964 году в Джерси-Сити в США. Многие годы основными членами группы являются братья Роберт Белл (известный как «Kool»; род. 1950), играющий на бас-гитаре, и Рональд Белл (род. 1951), играющий на тенор-саксофоне; лидер-вокалист Джеймс Тейлор; ударник Джордж Браун, трубач Роберт Микенс, альт-саксофон Деннис Томас, гитарист Клайдс Смит и клавишник Рик Уэстфилд. В 1964 году Роберт вместе с пятью школьными друзьями сформировал инструментальный ансамбль, названный сначала как «Jazziacs», позднее ставший «Kool & The Gang» и причисленный к новому лейблу De-Lite Records, организованному Джином Реддом в 1969 году.
15 февраля 1979 года получили премию «Грэмми» за участие в записи «Лучшего альбома года» («Saturday Night Fever», на котором звучала их песня «Open Sesame»).

## Дискография
- Kool and the Gang (1969)
- Music Is the Message (1972)
- Good Times (1972)
- Wild and Peaceful (1973)
- Light of Worlds (1974)
- Spirit of the Boogie (1975)
- Love & Understanding (1976)
- Open Sesame (1976)
- The Force (1977)
- Everybody's Dancin' (1978)
- Ladies' Night (1979)
- Celebrate! (1980)
- Something Special (1981)
- As One (1982)
- In the Heart (1983)
- Emergency (1984)
- Forever (1986)
- Sweat (1989)
- Unite (1992)
- State of Affairs (1996)
- Gangland (2001)
- Still Kool (2007)
- Kool For The Holidays (2013)
- Perfect Union (2021)